# Wielbłąd jednogarbny
Wielbłąd jednogarbny, dawniej także: dromader lub dromedar (Camelus dromedarius) – gatunek dużego, udomowionego ssaka lądowego z rodziny wielbłądowatych (Camelidae), blisko spokrewniony z wielbłądem dwugarbnym (baktrianem) oraz z lamą, alpaką, gwanako andyjskim i wikunią andyjską. Jest wszechstronnie użytkowany: jako wierzchowiec, zwierzę juczne, źródło mleka, wełny, mięsa oraz skóry, a także do celów rozrywkowych. Wyhodowano liczne rasy.

## Występowanie
Formy dzikie żyły prawdopodobnie w północnej Afryce i na Półwyspie Arabskim. Udomowienie nastąpiło prawdopodobnie na Półwyspie Arabskim około 6 tys. lat temu. Po udomowieniu wielbłąd jednogarbny został rozprzestrzeniony przez człowieka na całym świecie. Podejmowano próby wprowadzenia go na tereny pustynne Ameryki Południowej i Australii. 
Do warunków naturalnych wtórnie przystosowała się liczna populacja dromaderów introdukowanych w Australii, gdzie wykorzystywano je jako środek lokomocji na terenach pustynnych. W wyniku rozwoju motoryzacji wielbłądy przestały być potrzebne i pozostawiono je na wolności. Porzucone zwierzęta utworzyły zdziczałą populację tzw. wielbłąda australijskiego (ang. Australian feral camel).

## Budowa
Wielbłąd jednogarbny ma piaskowe ubarwienie, jest wyższy od baktriana, ale charakteryzuje się lżejszą budową, dłuższymi nogami, na grzbiecie ma tylko jeden garb, a jego owłosienie nie jest tak obfite jak u baktriana.

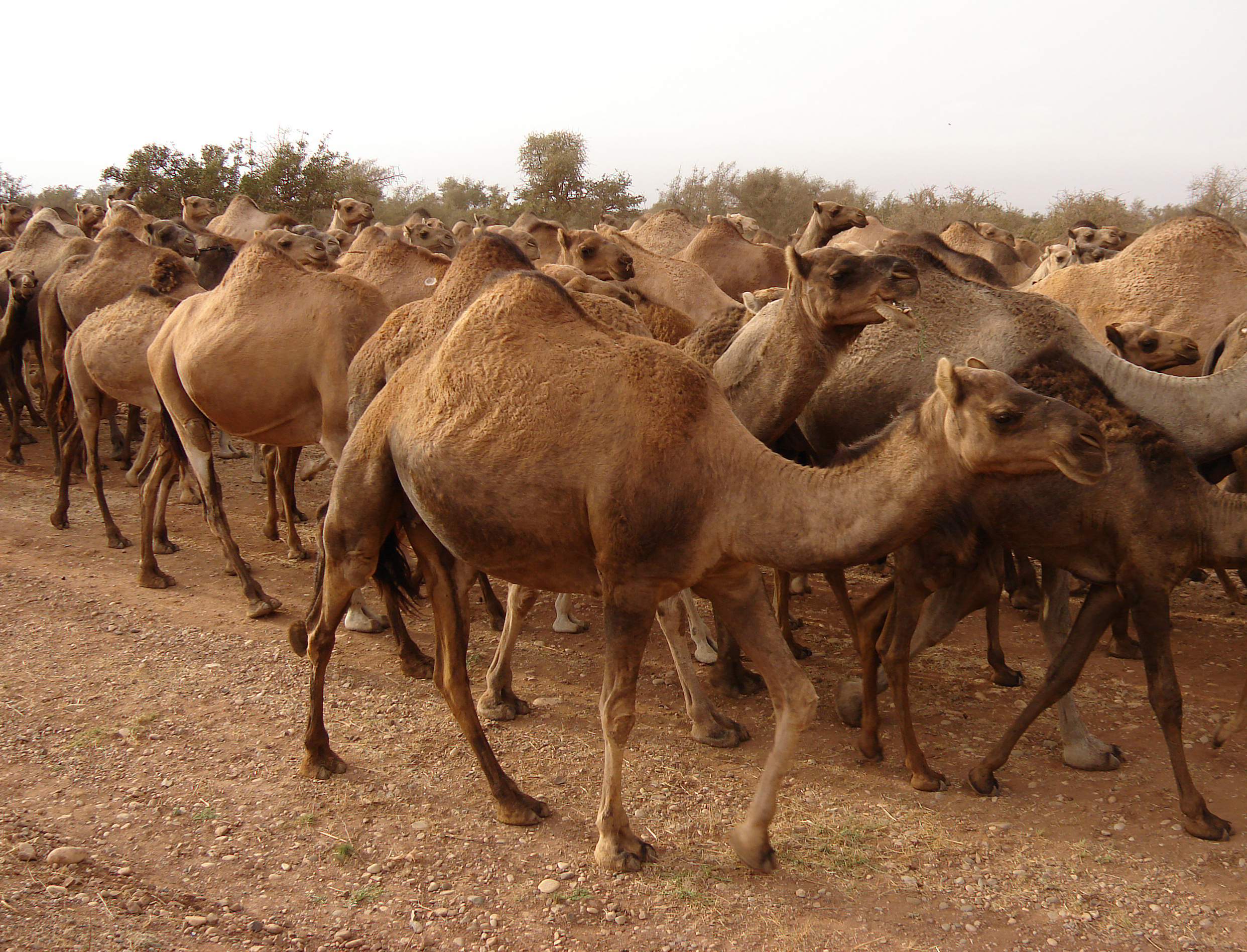
Stado dromaderów, Maroko

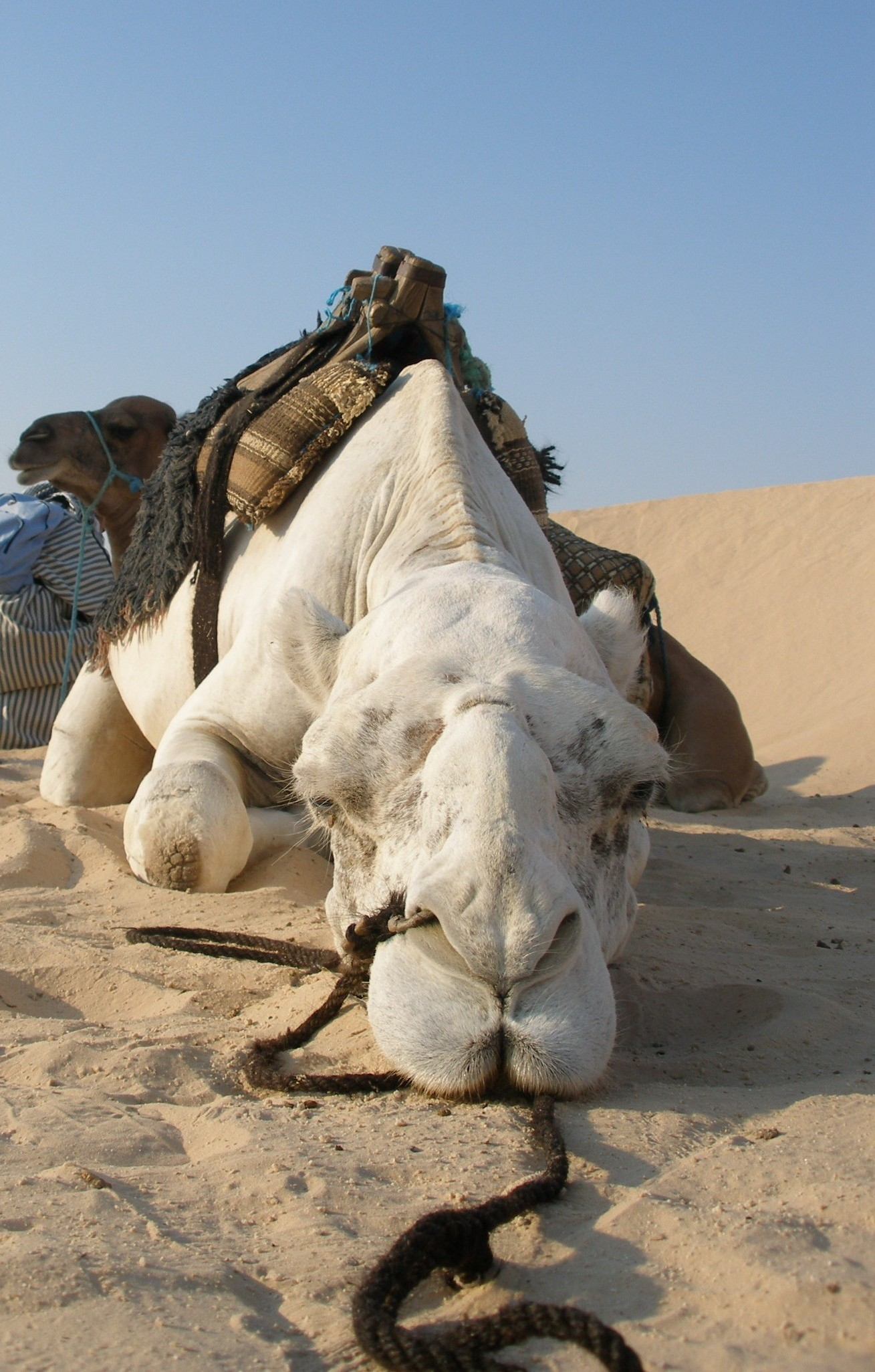
Dromader

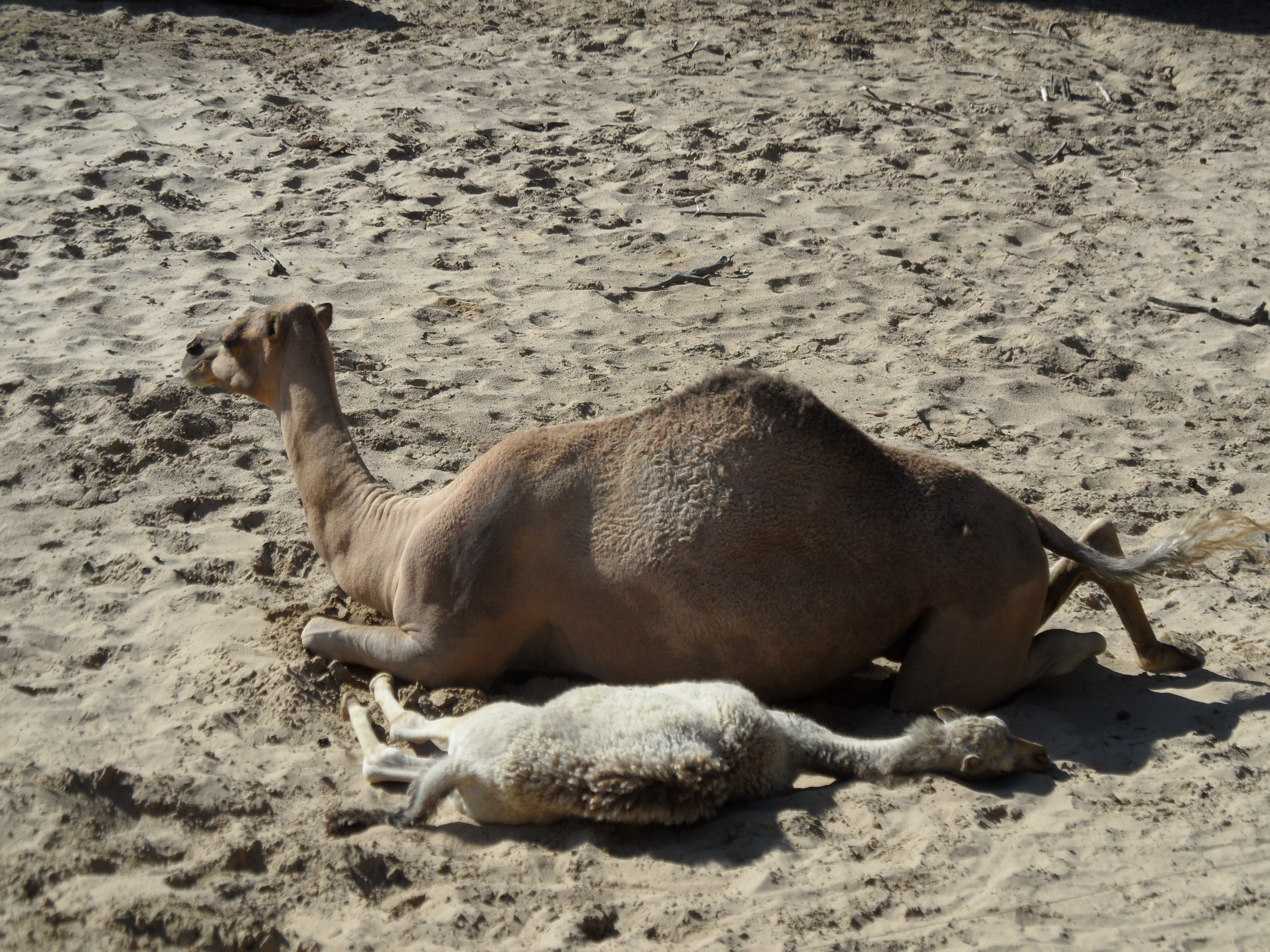
Wielbłądzica z młodym w ZOO w Gdańsku

### Dane liczbowe
- Długość tułowia: 300 cm
- Długość ogona: ok. 50 cm
- Wysokość w kłębie: 180–210 cm
- Masa ciała: 600–1000 kg
- Ciąża: trwa 12–13 miesięcy.
- Liczba młodych w miocie: 1
- Czas karmienia: 1 rok
- Długość życia: około 50 lat

## Przystosowania
Wielbłądy wykazują bardzo dużą odporność na brak wody przy wysokiej temperaturze otoczenia, ponieważ ich organizmy wykształciły wiele przystosowań. Przed niekorzystnym nagrzewaniem ciała promieniami słonecznymi chronią je dwie warstwy stanowiące izolację termiczną: pierwsza to ok. 10-centymetrowa, wełnista warstwa futra, drugą tworzy nagromadzona w garbie warstwa tłuszczu. Różnorodne przystosowania fizjologiczne, etologiczne oraz sposób odżywiania się pozwalają tym zwierzętom oszczędnie gospodarować zasobami wody w organizmie.

## Znaczenie gospodarcze
Kości wielbłądzie, prawdopodobnie dromaderów, znajdowane są na stanowiskach paleolitycznych na terenach od Syrii do Egiptu. Sceny polowania pojawiają się w rytach skalnych pochodzących z 6–3,5 tys. lat p.n.e. Kości wielbłądzie znajdowane są w neolitycznych osadach w Jordanii. Miejsce i okres udomowienia wielbłąda jednogarbnego nie są znane. Podejrzewa się obszar południowej Arabii, gdzie żyły liczne ludy pasterskie,  które mogły zacząć je wykorzystywać do transportu, w kontaktach z centrami miejskimi znajdującymi się na Synaju i północnej części Półwyspu Arabskiego, ok. 2 tys. lat p.n.e.
Ze względu na doskonałe przystosowanie do warunków pustynnych, dromadery są szeroko wykorzystywane jako zwierzęta juczne, mięsne i mleczne na terenach o niedoborze wody.
- Minimalnie obciążony wielbłąd jednogarbny jest w stanie biec z prędkością ok. 16 km/h przez 18 godzin w ciągu doby. Na krótkie dystanse może przenieść ładunek 800 kg, a 300 kg – przez kilka dni[7].
- Mleko wielbłądzie przypomina krowie pod względem odżywczym i smakowym; zawiera więcej witaminy C. Wielbłądy dają mleko nawet w bardzo suchych warunkach, kilkukrotnie więcej niż inne zwierzęta hodowlane w tych samych warunkach. Dromadery dają mleko nawet 20 miesięcy po ocieleniu. W Sudanie wielbłądy mające dobry dostęp do wody dają 8–15 kg mleka dziennie. Wśród niektórych ludów afrykańskich, mleko wielbłądzie zaspokaja większość zapotrzebowania energetycznego (60% w przypadku Masajów, 60–70% dla ludów Borana, a nawet 75% dla Rendille)[7].
- Mięso przypomina wołowinę, jest bardzo chude (poniżej 5% tłuszczu). Zabijając dorosłego dromadera można uzyskać do 400 kg mięsa, ale starsze zwierzęta są bardzo łykowate; cenione jest mięso wielbłądów poniżej 5 roku życia. Tłuszcz skoncentrowany jest w garbie, wytopiony używa się czasem zamiast masła. Niektórzy wyznawcy judaizmu, zaratusztrianizmu czy chrześcijaństwa koptyjskiego unikają mięsa wielbłądziego[7].
- Krew wielbłądów spożywana jest we wschodniej Afryce[7].
- Wełna dromaderów pozyskiwana jest w Sudanie i Indiach, gdy zwierzęta linieją i służy do wyrobu kurt, materiału na namioty, lin i dywanów[7].
- Odchody wykorzystywane są jako nawóz i opał[7].